# Gran Premio Bruno Beghelli 2018
Il Gran Premio Bruno Beghelli 2018, ventitreesima edizione della corsa, valevole come evento dell'UCI Europe Tour 2018 e della Ciclismo Cup 2018, di categoria 1.HC, si svolse il 7 ottobre 2018 su un percorso di 196,3 km, con partenza e arrivo a Monteveglio, in Italia. La vittoria fu appannaggio dell'olandese Bauke Mollema, il quale terminò la gara in 4h24'45", alla media di 44,49 km/h, precedendo lo spagnolo Carlos Barbero e l'italiano Manuel Belletti.
Sul traguardo di Monteveglio 130 ciclisti, su 160 partenti, portarono a termine la competizione.

## Squadre e corridori partecipanti
| N.      | Cod. | Squadra                        |
| ------- | ---- | ------------------------------ |
| 1-7     | AST  | Astana Pro Team                |
| 11-17   | TBM  | Bahrain-Merida                 |
| 21-27   | ALM  | AG2R La Mondiale               |
| 31-37   | EFD  | Team EF Education First-Drapac |
| 41-47   | GFC  | Groupama-FDJ                   |
| 51-57   | UAD  | UAE Team Emirates              |
| 61-67   | MOV  | Movistar Team                  |
| 71-77   | MTS  | Mitchelton-Scott               |
| 81-87   | DDD  | Team Dimension Data            |
| 91-97   | TLJ  | Team Lotto NL-Jumbo            |
| 101-107 | KY   | Team Sky                       |
| 111-117 | TFS  | Trek-Segafredo                 |

| N.      | Cod. | Squadra                         |
| ------- | ---- | ------------------------------- |
| 121-127 | ITA  | Italia                          |
| 131-137 | CJR  | Caja Rural-Seguros RGA          |
| 141-147 | ANS  | Androni Giocattoli-Sidermec     |
| 151-157 | BRD  | Bardiani CSF                    |
| 161-167 | WIL  | Wilier Triestina-Selle Italia   |
| 171-177 | NIP  | Nippo-Vini Fantini-Europa Ovini |
| 181-187 | AMO  | Amore & Vita-Prodir             |
| 191-197 | GAZ  | Gazprom-RusVelo                 |
| 201-207 | ICA  | Israel Cycling Academy          |
| 211-216 | MST  | MsTina Focus                    |
| 221-227 | SMV  | Sangemini-Mg.K Vis-Vega         |
| 231-237 | BIC  | Biesse Carrera Gavardo          |

## Ordine d'arrivo (Top 10)
| Pos. | Corridore          | Squadra    | Tempo    |
| ---- | ------------------ | ---------- | -------- |
| 1    | Bauke Mollema      | Trek       | 4h24'45" |
| 2    | Carlos Barbero     | Movistar   | a 6"     |
| 3    | Manuel Belletti    | Androni    | s.t.     |
| 4    | Juan José Lobato   | Nippo      | s.t.     |
| 5    | Riccardo Minali    | Astana     | s.t.     |
| 6    | Matteo Trentin     | Mitchelton | s.t.     |
| 7    | Leonardo Basso     | Sky        | s.t.     |
| 8    | Matthieu Ladagnous | Groupama   | s.t.     |
| 9    | Koen Bouwman       | Lotto NL   | s.t.     |
| 10   | Kristian Sbaragli  | Israel     | s.t.     |